# Mauro Codussi
Mauro Codussi, italijanski kipar in arhitekt zgodnje renesanse, ki je večino svojega življenja in dela preživel v Benetkah, kjer so ga poimenovali civis Bergomi et ibi habitator, *okoli 1440, vas Lenna pri Bergamu, † 1504, Benetke)

## Biografija
Mauro Codussi se je rodil v majhni vasi v dolini Brembana, blizu Bergama. Šolal in odraščal je v Raveni v Emiliji. Od leta 1467 je živel v Benetkah, kjer je pomembno prispeval k arhitekturi mesta in spremembi konzervativnega beneškega okusa, ki je oboževal gotsko - bizantinsko dekoracijo. 
Codussi je na otoku San Michele leta 1469 zgradil prvo beneško renesančno cerkev San Michele. Zatem je dogradil zgornje dele cerkve San Zaccaria (od 1483 je bil protomojster), v duhu renesanse. Spodnji del cerkve je oblikoval pred njim Antonio Gambello v tradicionalnem gotskem duhu. Od leta 1492 je gradil cerkev Santa Maria Formosa.
Od leta 1491 do 1505 dela kot protomojster na obnovi (v resnici novogradnji) pogorele Scuola Grande di San Marco.
Z Bartolomeom Bonom od leta 1495 do 1496 gradi nadgradnjo in izvede okraševanje Stolpa z uro (torre dell'orologio) na  trgu Svetega Marka, ki ga je tudi osebno projektiral.
Mauro Codussi je oblikoval in izvedel okoli leta 1485 – 1490 prvo pravo renesančno palačo v mestu, Ca' Lando-Cornaro (danes Cornaro-Spinelli). Codussi je oblikoval tudi palačo Vendramin-Calergi v kateri je danes Beneški kazino, in ki jo je začel graditi leta 1481 a je ni dokončal zaradi smrti; delo je nadaljevala klesarska delavnica (bottega) Lombardo, in jo končala leta 1509.
Proti koncu življenja je leta 1495 oblikoval cerkev San Giovanni Crisostomo pa tudi te ni dokončal.
Mauro Codussi je bil prvi beneški renesančni arhitekt, ki je prispeval, da se je ta toskanski slog razširil v Benetke. 